# Krounka
Krounka je levostranný přítok řeky Novohradky v okrese Chrudim v Pardubickém kraji. Délka toku činí 23,9 km. Plocha povodí měří 80,5 km².

## Průběh toku

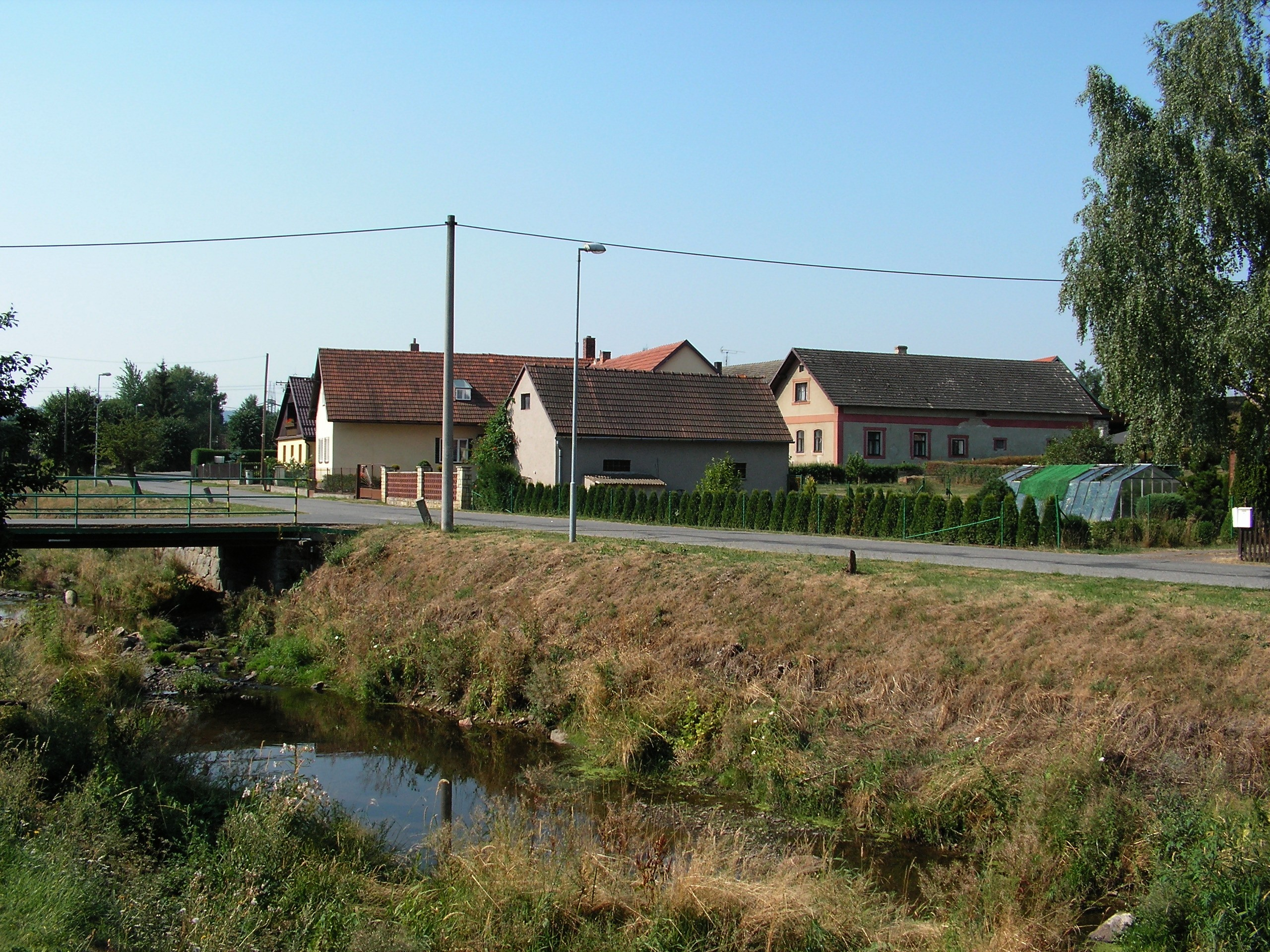
Říčka v Otradově

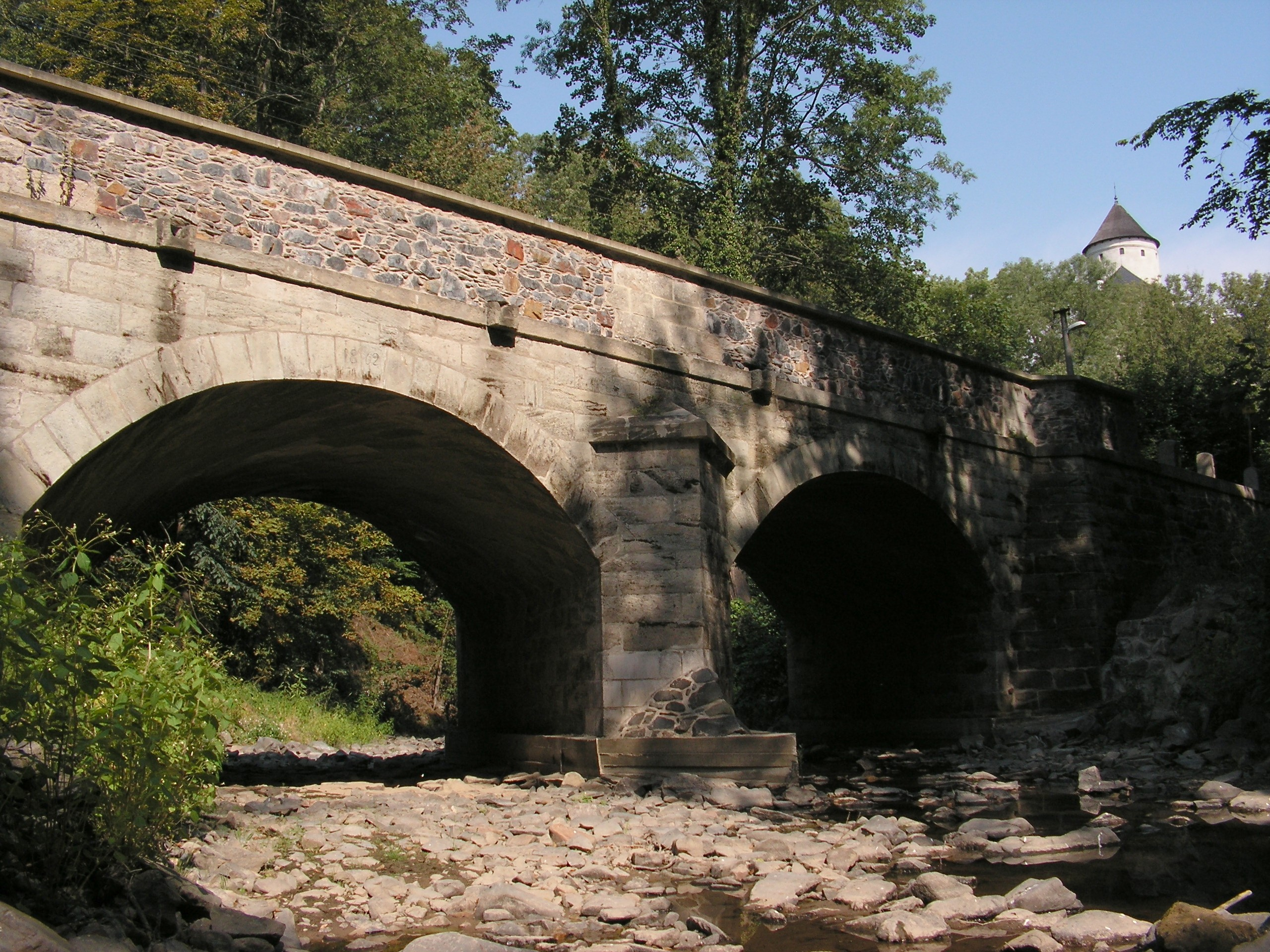
Krounka pod Rychmburkem v srpnu 2015

Říčka pramení severně od Svratouchu na severním úbočí vrchu Otava v nadmořské výšce okolo 700 m. Jen asi kilometr západním směrem od pramene Krounky pramení řeka Chrudimka. Krounka teče převážně severním směrem. Protéká obcemi Krouna, Otradov a Předhradí. Do Novohradky se vlévá na jejím 29,9 říčním kilometru v nadmořské výšce 305 m.
Podloží říčky je tvořeno pískovcem a opukou. V řece lze u hladiny spatřit hejna vyhřívajících se pstruhů.

### Větší přítoky
- Kamenická voda, zprava, ř. km 16,7[3]
- Pehlinský potok, zprava, ř. km 13,0[4]
- Martinický potok, zprava, ř. km 9,8[4]
- Lešanský potok, zleva, ř. km 5,9[5]

## Vodní režim
Průměrný průtok Krounky u ústí činí 0,56 m³/s.
Hlásný profil:
| místo   | říční km | plocha povodí | průměrný průtok (Qa) | stoletá voda (Q100) |
| ------- | -------- | ------------- | -------------------- | ------------------- |
| Otradov | 16,04    | 38,14 km²     | 0,467 m³/s           | 37,1 m³/s           |

N-leté průtoky v Otradově:
| N-leté průtoky | Q1  | Q5   | Q10  | Q50  | Q100 |
| -------------- | --- | ---- | ---- | ---- | ---- |
| Q [m³/s]       | 4,3 | 11,8 | 16,2 | 29,8 | 37,1 |

## Mlýny
- Blažkův mlýn – Otradov, okres Chrudim, kulturní památka

## Zajímavosti

### Chráněná území v povodí Krounky
- Bučina – Spálený kopec je přírodní památka v lesích severně od Svratouchu.
- Údolí Krounky a Novohradky je od roku 1998 přírodním parkem. Nadmořská výška parku se pohybuje mezi 320 a 450 metry nad mořem.
- U Tučkovy hájenky je přírodní památka severně od Svratouchu u pramenů říčky.

### Okolí
- hrad Košumberk
- město Luže
- hrad Rychmburk
- město Skuteč